# Helmut Loehr
Helmut Loehr (* 19. Mai 1935 in Frankfurt am Main; † 7. Januar 2008 in Leverkusen) war ein deutscher Manager.

## Leben
Helmut Loehr studierte Rechtswissenschaften an der Ludwig-Maximilians-Universität München sowie der Rheinischen Friedrich-Wilhelms-Universität Bonn und war ab 1963 zunächst bei einer Düsseldorfer Anwaltssozietät tätig. 1966 wurde er Mitarbeiter in der Finanzabteilung der Bayer AG und 1974 dort Abteilungsdirektor und Leiter der Finanzen.
1984 wurde er Vorstandsvorsitzender der Agfa-Gevaert AG. Von Mai 1986 bis zu seiner Pensionierung 1997 war er als Finanzvorstand Mitglied des Vorstandes der Bayer AG. Ihm folgte Werner Wenning.

## Wirken
Loehr gilt als eine der „prägenden Persönlichkeiten des deutschen Aktienmarktes“. Als Vorsitzender des Vorstandes des Deutschen Aktieninstituts und als Mitglied der Börsensachverständigenkommission habe er „maßgeblich zur Entwicklung des Finanzplatzes Deutschland und der Aktienkultur hierzulande“ beigetragen.
Er war unter anderem Mitglied des Bund Katholischer Unternehmer (BKU) und von 1987 bis 1993 im BKU-Bundesvorstand. Er engagierte sich unter anderem für die Kontakte zur internationalen Vereinigung christlicher Unternehmerverbände (UNIAPAC) sowie im Erzbistum Köln für den Dialog zwischen
dem BKU und den anderen katholischen Sozialverbänden.